# Le Triomphe de la chasteté

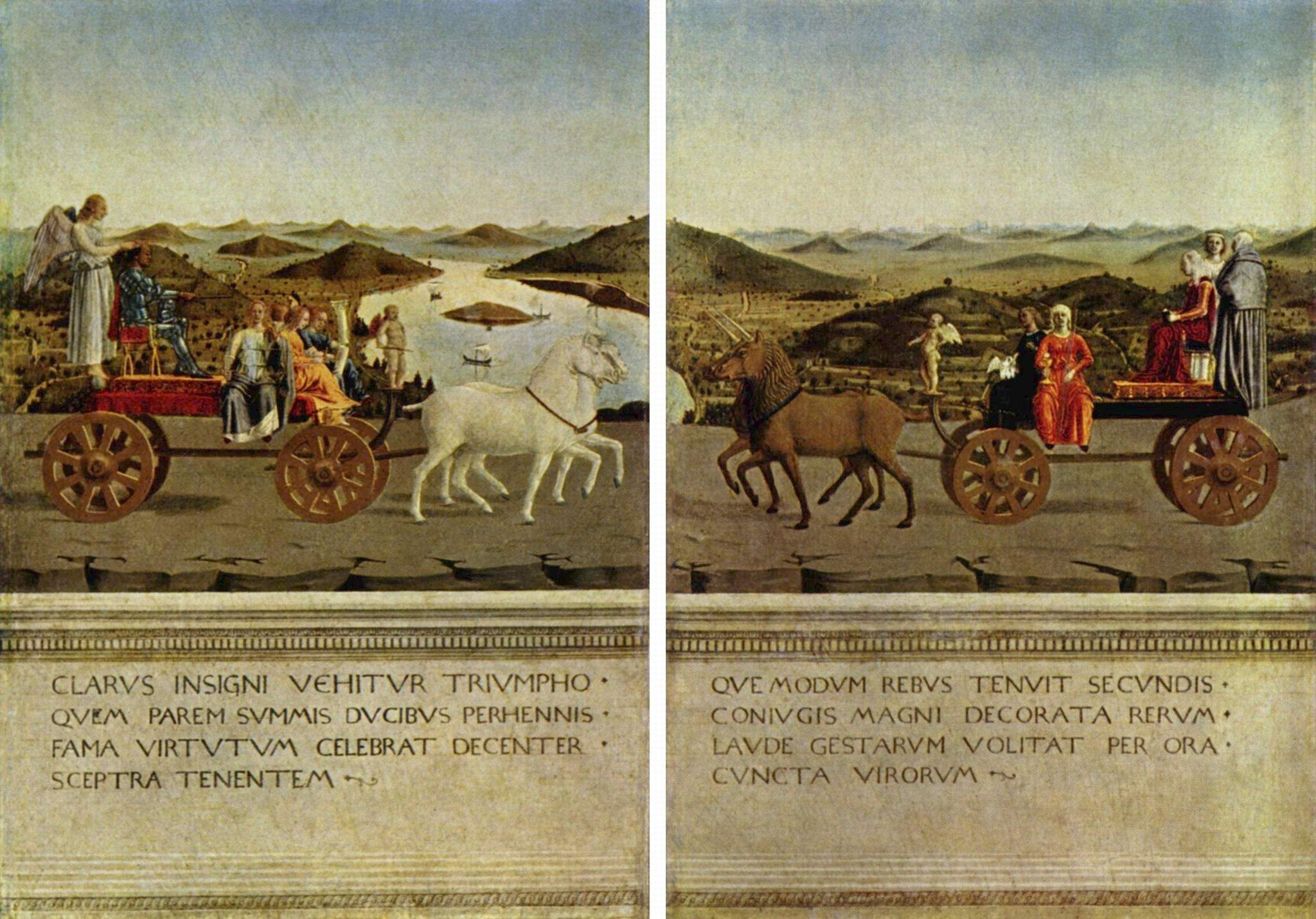
Verso du diptyque.

Le Triomphe de la chasteté ou Double Portrait des ducs d'Urbino est un diptyque à double face de Piero della Francesca, réalisé entre 1465 et 1472. Il s'agit d’une tempera sur bois, aujourd'hui conservée à la Galerie des Offices à Florence, représentant Fréderic III de Montefeltro et sa deuxième épouse Battista Sforza.

## Contexte
La première visite attestée de Piero della Francesca à Urbino date du printemps 1469. Il se rend à la cour à la demande de Giovanni Santi, peintre de la cour et père de Raphaël, qui avait été chargé de trouver un artiste pour terminer le retable du Corpus Domini, commencé par Paolo Uccello. Le peintre flamand Juste de Gand remporte le marché. Sur le panneau central du retable qui figure la Cène, il représente Fréderic de Montefeltro, Battista Sforza et deux courtisans. Piero revient ensuite à Urbino où il termine sa carrière au service du duc. En 1478, un dernier document évoque sa présence dans le duché et mentionne qu'il est alors âgé et aveugle.
Le diptyque est commandé par Frédéric III, l'année de son mariage, à des fins supposées commémoratives ou glorifiantes et était destiné à sa bibliothèque. Il est livré l’année des 26 ans de la duchesse, année de sa mort et de la naissance de son seul fils et septième enfant. La datation du diptyque demeure discutée par les historiens et certains suggèrent que la mort brutale de Battista Sforza en juillet 1472 et son triomphe florentin pourrait avoir amené le prince à commander son portrait et celui de sa femme.

## Composition
Il s'agit d'un diptyque, à deux panneaux mobiles, donc à double face, recto et verso, représentant:
Au recto, face à face, Frédéric III de Montefeltro, duc d'Urbino, et sa deuxième épouse, la duchesse Battista Sforza.
Au verso, leur arrivée dans la ville accompagnée d'anges, dans deux chars triomphaux qui s'avancent l'un vers l'autre. Ces chars sont tirés par des chevaux blancs pour le duc, et par des licornes, symboles de chasteté, pour la duchesse. Le tiers inférieur comporte un texte en latin qui souligne l'aspect commémoratif de l'œuvre, à la gloire de ces ducs.
Les deux panneaux reprennent une tradition héraldique transformée par l'artiste. Les portraits sont figurés de profil selon la tradition italienne mais devant un vaste paysage, nouveauté introduite par les peintres flamands.

### Description du recto
Le portrait du duc d'Urbino Frédéric III de Montefeltro et celui de sa femme Battista Sforza sont ici placés face l'un à l'autre, dans toute leur gloire, ressortant devant leurs terres lointaines.
L'arrière-plan résulte d'une grande étude de perspective et d'influences flamandes qui donne à la composition une ouverture par un paysage. De plus, bien que le cadre sépare les deux portraits, le paysage garde une continuité dans sa représentation. Il apparaît ainsi comme le premier lien entre ces deux figures.
Un autre lien pourrait être leur puissance, qui est ici traduite par l'utilisation de profils. Ils sont alors mis au niveau de figures représentées sur les pièces et médaillons antiques. L'observation méticuleuse du réel lie la psychologie du prince condottiere et la transposition aristocratique héritée des médailles antiques. Ces profils permettent aussi de respecter les règles de bienséance et d'esthétisme, en cachant notamment l'œil du duc éborgné par une blessure, mais laissant voir son nez déformé. L'esthétisme passe également par l'ornement de Battista. Elle répond aux critères de beauté de l'époque : front dégagé, absence de pilosité, bijoux ornés de pierres précieuses, teint cotonneux. Elle est représentée richement vêtue, ses cheveux blonds retenus en rouleaux sur ses tempes et couverts d'un léger voile blanc, un riche collier de joyaux et de perles autour du cou. La puissance qui unit le couple passe également par l'habit de Frédéric composé d'une tunique sobre mais rouge, et d'un bonnet de la même couleur, le rouge symbolisant la noblesse et la puissance. Concret, altier, glorieux par sa simplicité même, le profil massif d'une individualité exceptionnelle, se détache sur un paysage apaisé et au caractère universel, image du prince sage dominant un territoire en paix,.
L'influence flamande ou florentine est immédiatement transposée. Piero della Francesca dresse l'image du Prince, homme sur lequel le Temps porte sa marque (les rides sont visibles et comptent autant que le nez brisé), maître d'un territoire plus mental que géographique, héros contemporain des empereurs antiques.
Finalement, un dernier lien unissant les personnages passe par les oppositions, une opposition principalement articulée autour de la vie et de la mort. En cela ce tableau apparaît comme commémoratif : il est l'éloge d'un homme aimant profondément sa femme. Battista symboliserait la mort en ce qu'elle se fond au paysage et au ciel et que son teint pâle la rapproche d'un masque de cire mortuaire, tandis que Frédéric voit son portrait dessiné par des contours sombres le faisant ressortir du paysage, ainsi que son visage marqué par l'usure du temps et de la vie. L'opposition se prolonge dans le paysage : celui de Battista représente une nature pouvant être estimée aride alors que celui de Frédéric comporte un plan d’eau sur lequel sont présents des navires, probablement les symboles des voyages et des campagnes militaires du duc.[réf. nécessaire]

### Description du verso
Le revers du portrait ducal célèbre le triomphe du condottiere. Les deux panneaux, dont le tiers inférieur comporte un texte en latin, représentent l’arrivée des deux époux dans la ville accompagnée d'anges, sur deux chars triomphaux qui s'avancent l'un vers l'autre, celui du duc tiré par des chevaux blancs et celui de la duchesse par des licornes, symboles de chasteté et de pureté, conduites par un petit amour. Le char du duc peut rappeler celui que lui ont offert les Florentins en 1472. Des allégories de vertus cardinales, le courage, la justice, la tempérance et la sagesse se tiennent à l'avant du char de Fréderic, conduit par l'Amour ; celui de Battista est accompagné des vertus théologales, plaçant les deux personnages comme des modèles à suivre. Le duc est figuré en capitaine, son bâton de commandement à la main, portant l'armure. Une victoire le couronne de lauriers et une inscription en latin vante ses qualités. Rédigé au passé, le texte en latin souligne l'aspect commémoratif de l'œuvre, tout en soulignant la gloire du couple princier.
Ce verso montre le triomphe de Battista. Assise sur son char, elle lit un petit opuscule, mettant en avant les vertus de la vie contemplative. Parmi les vertus théologales qui l'accompagnent, la Charité, vêtue de noir, tient sur son sein un pélican, et la Foi tient le calice et l'hostie.
Le paysage reste important dans le verso car il unit les deux panneaux par sa continuité, de la même manière qu'au recto. En effet, les paysages attribués à chacun des personnages sont les mêmes que sur l'autre face, mais disposés symétriquement : on retrouve le même plan d’eau pour le duc.

## Postérité
Le diptyque fait partie des « cent cinq œuvres décisives de la peinture occidentale » constituant le musée imaginaire de Michel Butor.
Il a servi ensuite de modèle aux enlumineurs et médailleurs du prince tout au long de son règne.
Daniel Arasse, historien de l’art français, spécialiste de la Renaissance et de l'art italien, considère cette œuvre comme un des sommets du portrait de cour. pour lui, ce panneau a la dignité du mythe.